# Dichotomius mamillatus
Dichotomius mamillatus là một loài bọ cánh cứng trong họ Bọ hung (Scarabaeidae).